# 利奥波德王储 (安哈尔特)
利奥波德·弗里德里希·弗朗茨·恩斯特（德語：Leopold Friedrich Franz Ernst；1855年7月18日—1886年2月2日），出生于德绍。安哈尔特王储。是安哈尔特公爵弗里德里希一世与萨克森-阿尔滕堡的安托瓦内特的长子。因为早于父亲去世，又没有男性子嗣。安哈尔特公爵之后由其弟弗里德里希王子继承。